# Tênis de mesa nos Jogos Pan-Americanos de 1979
O tênis de mesa nos Jogos Pan-Americanos de 1979 foi realizado em San Juan, em Porto Rico.

## Eventos
| Evento                        | Ouro                                                                           | Prata                                                                  | Bronze                                                |
| ----------------------------- | ------------------------------------------------------------------------------ | ---------------------------------------------------------------------- | ----------------------------------------------------- |
| Individual masculino detalhes | Eddie Lo ( CAN )                                                               | Mario Álvarez ( DOM )                                                  | Alex Polisois ( CAN )                                 |
| Individual masculino detalhes | Eddie Lo ( CAN )                                                               | Mario Álvarez ( DOM )                                                  | Raymundo Fermin ( DOM )                               |
| Individual feminino detalhes  | Mariann Domonkos ( CAN )                                                       | Liu Fan Yeen ( USA )                                                   | Diana Guillen ( MEX )                                 |
| Individual feminino detalhes  | Mariann Domonkos ( CAN )                                                       | Liu Fan Yeen ( USA )                                                   | Judy Bochenski ( USA )                                |
| Duplas masculinas detalhes    | CAN Canadá Eddie Lo Alex Polisois                                              | DOM República Dominicana Mario Álvarez Esteban Ortiz Gonzalo           | DOM República Dominicana Raymundo Fermin Juan Vila    |
| Duplas masculinas detalhes    | CAN Canadá Eddie Lo Alex Polisois                                              | DOM República Dominicana Mario Álvarez Esteban Ortiz Gonzalo           | ECU Equador Gustavo Ripalda Gustavo Ulloa             |
| Duplas femininos detalhes     | CAN Canadá Mariann Domonkos Biurte Plucas                                      | USA Estados Unidos Judy Bochenski Connie Sweeris                       | COL Colômbia Ana Uribe Isabel Bastida                 |
| Duplas femininos detalhes     | CAN Canadá Mariann Domonkos Biurte Plucas                                      | USA Estados Unidos Judy Bochenski Connie Sweeris                       | CUB Cuba Paquita Roman Ailed Gonzalez                 |
| Duplas mistas detalhes        | CAN Canadá Alex Polisois Mariann Domonkos                                      | MEX México Sergio Sanchez Diana Guillen                                | CAN Canadá Eddie Lo Biurte Plucas                     |
| Duplas mistas detalhes        | CAN Canadá Alex Polisois Mariann Domonkos                                      | MEX México Sergio Sanchez Diana Guillen                                | USA Estados Unidos Bui Quang Dang Liu Fan Yeen        |
| Equipes masculinas detalhes   | DOM República Dominicana Mario Álvarez Raymundo Fermin Esteban Ortiz Juan Vila | USA Estados Unidos Quang Dang Bui David Sakai Dean Doyle Todd Petersen | CAN Canadá Eddie Lo Alex Polisois                     |
| Equipes femininas detalhes    | CAN Canadá Mariann Domonkos Biurte Plucas                                      | USA Estados Unidos Liu Fan Yeen Judy Bochenski Connie Sweeris          | TRI Trinidad e Tobago Nadira Abdool Tara Hansrajsingh |